# Sugar Honey Ice & Tea
Sugar Honey Ice & Tea è un singolo del gruppo musicale britannico Bring Me the Horizon, pubblicato il 26 luglio 2019 come sesto estratto dal sesto album in studio Amo.

## Descrizione
Il brano è caratterizzato da un riff di chitarra hard rock, ed è descritto come una canzone rock alternativo con un ritornello ricco di sonorità pop.

## Video musicale
Il video, diretto da Brian Cox e Oliver Sykes, è stato reso disponibile il 26 luglio 2019.

## Tracce
1. Sugar Honey Ice & Tea (Edit) – 3:35

## Formazione
Gruppo
- Oliver Sykes – voce
- Lee Malia − chitarra
- Jordan Fish − programmazione, cori
- Matthew Kean − basso
- Matthew Nicholls − batteria

Produzione
- Jordan Fish − produzione
- Oliver Sykes − produzione
- Romesh Dodangoda − ingegneria del suono
- Daniel Morris − assistenza tecnica
- Alejandro Baima − assistenza tecnica
- Francesco Cameli − assistenza tecnica
- Dan Lancaster − missaggio
- Rhys May − assistenza al missaggio
- Ted Jensen − mastering

## Classifiche
| Classifica (2019)             | Posizione massima |
| ----------------------------- | ----------------- |
| Regno Unito (rock & metal)    | 14                |
| Stati Uniti (mainstream rock) | 33                |
| Stati Uniti (rock)            | 5                 |